# Ceroplesis thunbergii
Ceroplesis thunbergii är en skalbaggsart som beskrevs av Olof Immanuel von Fåhraeus 1872. Ceroplesis thunbergii ingår i släktet Ceroplesis och familjen långhorningar. Inga underarter finns listade i Catalogue of Life.